# Крушовце
Крушовце (словац. Krušovce) — село, громада округу Топольчани, Нітранський край. Кадастрова площа громади — 13.33 км².
Населення 1675 осіб (станом на 31 грудня 2019 року).

## Історія
Крушовце згадується 1158 року.

## Населення
| Рік:            | 1994. | 2004.   | 2014.   | 2024.   |
| --------------- | ----- | ------- | ------- | ------- |
| Кількість осіб: | 1695  | 1834    | 1732    | 1724    |
| Різниця:        |       | +8,20 % | -5,56 % | -0,46 % |

| Рік:            | 2023. | 2024.   |
| --------------- | ----- | ------- |
| Кількість осіб: | 1741  | 1724    |
| Різниця:        |       | -0,97 % |